# Казаскер Мустафа Иззет-эфенди
Казаскер Мустафа Иззет Эфенди (тур. Kazasker Mustafa Izzet Efendi; 1801, Тосья, Кастамону — 16 ноября 1876, Стамбул) — османский каллиграф.

## Биография
Родился в Тосье в 1801 году. Отцом Мустафы Иззета Эфенди был Дестан Агазаде Мустафа Эфенди, мать — происходила из ветви румитов суфийского ордена Кадирия. После смерти отца был отправлен матерью на учёбу в Стамбул. Там он изучил исламское богословие, науку, музыку, и стал известен благодаря своему певческому голосу, а также превосходной игре на нее.
В период правления Махмуда II работал при мавзолее Али-Паши. Позднее работал при дворе султана, там изучил шрифты насх и сулюс. Его учителем был Мустафа Вясиф. Проработав при дворе султана 3 года, посчитал эту работу слишком ограничивающей. Он добился у султана разрешения на посещение Мекки, после чего решил не возвращаться в султанский дворец. Некоторое время жил в Каире, затем переехал обратно в Стамбул. Там купил дом и вёл в жизнь в соответствии с традициями суфиев, находясь вдали от дворца султана. Мустафа Иззет Эфенди возобновил работу при дворе, но не известил султана о своём возвращении.
Султан, впрочем, скоро узнал об этом. В 1832 году во время Рамадана султан посетил молитву в мечети Баезид (мечеть). Услышав прекрасный певческий голос, султан сразу узнал Мустафу Иззета Эфенди. Разгневавшись, что он не известил о своём возвращении в Стамбул, султан хотел наказать его, но со временем простил. Иззет работал при дворе и во времена султана Абдул-Меджида I.
С 1839 года был чтецом молитв в мечети Султана Эйюпа. В 1845 году султан Абдул-Меджид услышал молитву Мустафы Иззета и сделал его вторым имамом. В 1850 году Мустафа Иззет был назначен преподавателем каллиграфии у наследников султана.
Основным вкладом Мустафы Иззета в каллиграфию является разработка на основе трудов Хяфиза Османа, Джелаледдина и Рякима новых версий шрифтов насх и сулюс. Впрочем, его достижения вскоре затмил Мехмед Шевки Эфенди (1829—1887), который довёл каллиграфические шрифты до такого уровня совершенства, который никогда не был превзойдён. Помимо каллиграфии, Мустафа Иззет внёс также вклад в музыку написав множество песен, как религиозных, так и мирских.
Наиболее известными учениками Мустафы Иззета Эфенди были Мехмет Шефик (1818—1890); Шефик Бей (1819—1880); Абдуллах Зухди Эфенди (1835—1879); Мухсинзаде Абдуллах Бей (1832—1899) и Хасан Рыза Эфенди (1849—1920).

## Каллиграфия

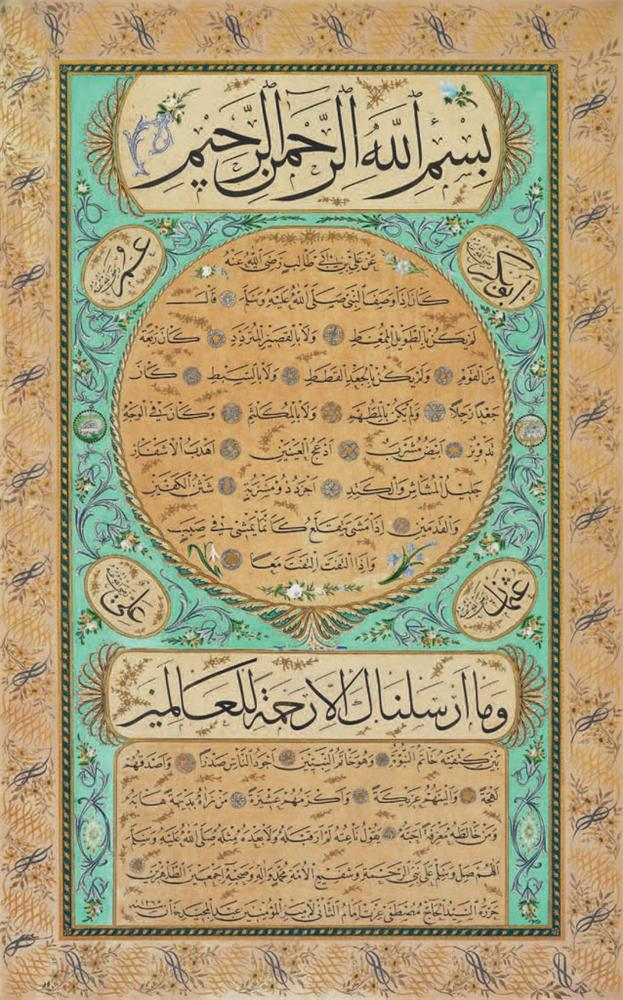
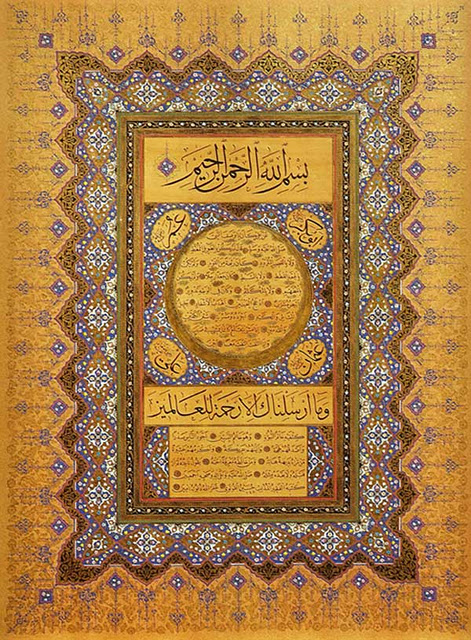
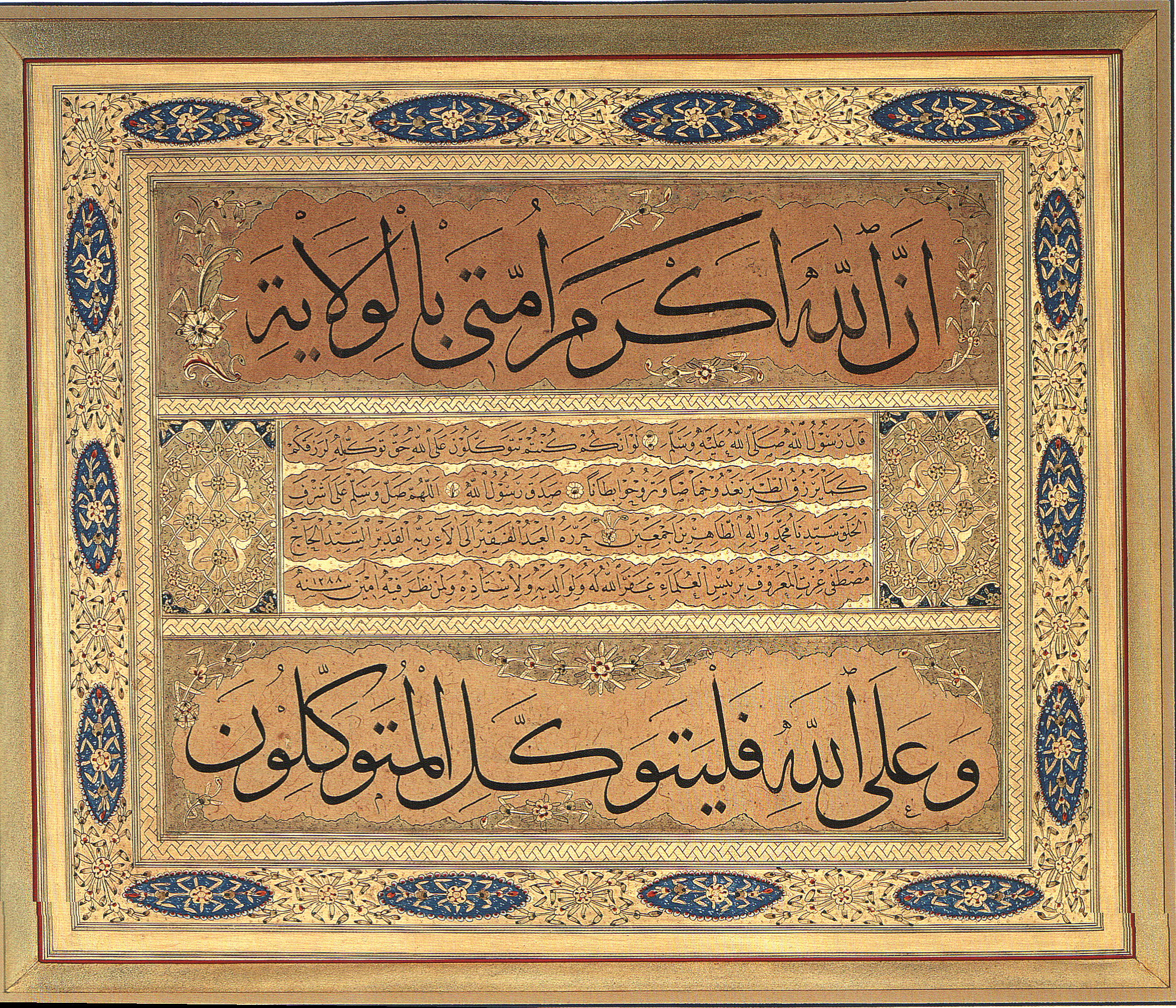
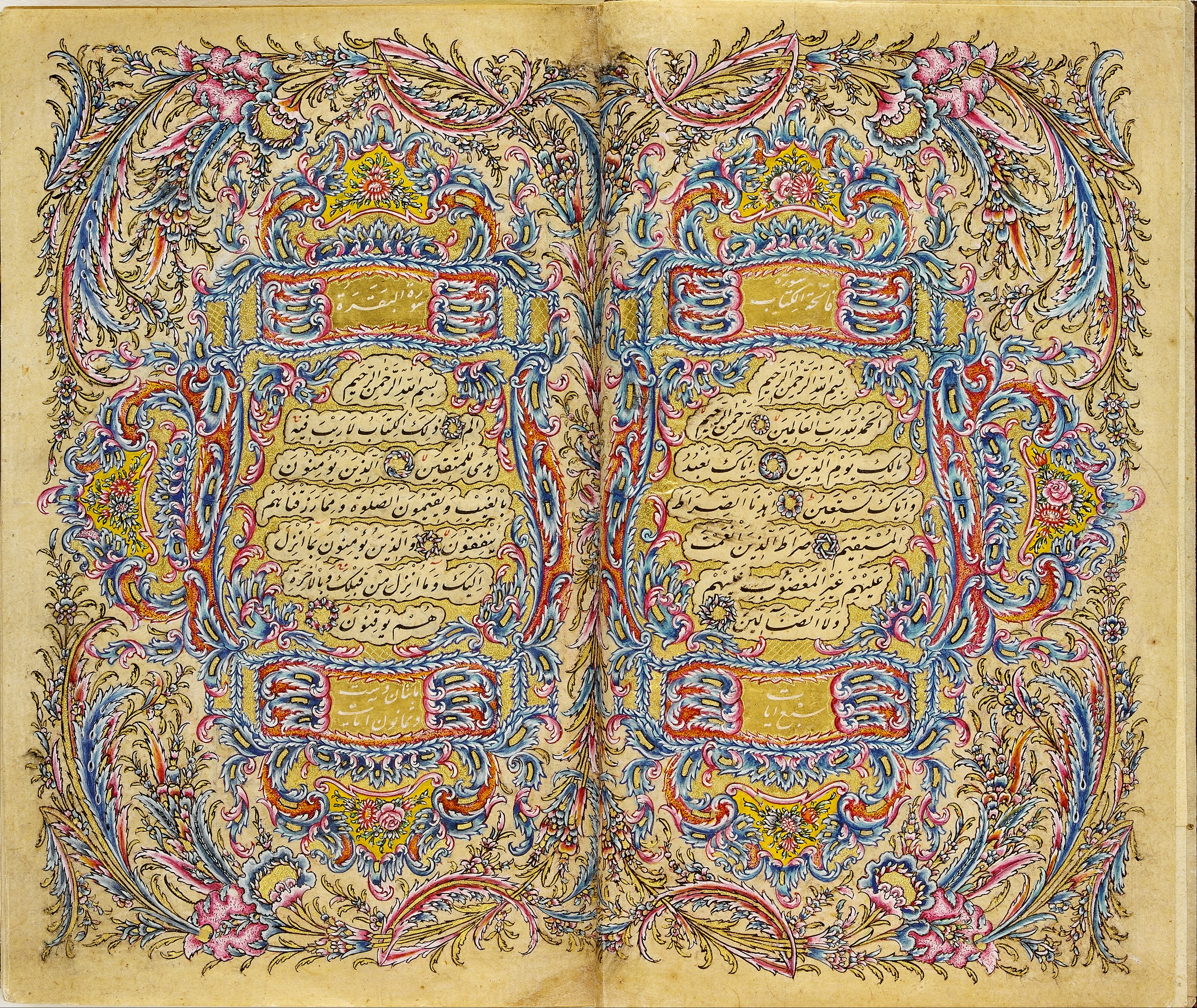